# ヴァレリアーノ・ロベロ
ヴァレリアーノ・ロベロ（Valeriano Rebello, 1983年3月5日 - ）は、インドの元サッカー選手。現役時代のポジションはディフェンダー。

## 所属クラブ
- デンポSC 2004-2013
- ムンバイFC 2013-2015